# Ichnanthus pallens
Ichnanthus pallens är en gräsart som först beskrevs av Olof Swartz, och fick sitt nu gällande namn av William Munro och George Bentham. Ichnanthus pallens ingår i släktet Ichnanthus och familjen gräs. Utöver nominatformen finns också underarten I. p. major.